# Condado de Prentiss
O Condado de Prentiss é um dos 82 condados do estado norte-americano do Mississippi. A sua sede de condado é Booneville, que é também a sua maior cidade.
O condado tem uma área de 1083 km² (dos quais 8 km² estão cobertos por água), uma população de 25 276 habitantes, e uma densidade populacional de 23,3 hab/km² (segundo o censo nacional de 2010). O condado foi fundado em 1870 e o seu nome é uma homenagem a Seargent Smith Prentiss (1808-1850), político que entre 1838 e 1839 foi representante do Mississippi na Câmara dos Representantes dos Estados Unidos.